# Ligne de Pontorson au Mont-Saint-Michel
La ligne de Pontorson au Mont-Saint-Michel est une ancienne ligne de chemin de fer française longue de dix kilomètres, située dans le département de la Manche (Normandie).
À vocation touristique, elle est exploitée par deux compagnies successives entre 1901 et 1938. 

## Histoire

### La première ligne
La section de Pontorson à Moidrey est concédée, à titre éventuel, dans le cadre d'un itinéraire de Fougères à la mer, à la compagnie du chemin de fer de Vitré à Fougères par une convention signée le 26 juillet 1868 entre le ministre des Travaux publics et la compagnie. Cette convention est approuvée par un décret impérial à la même date. La section est déclarée d'utilité publique par un décret impérial le 22 décembre 1869, rendant ainsi sa concession définitive.
Une première ligne à écartement standard est ouverte par la Compagnie des chemins de fer de Vitré à Fougères entre Pontorson et Moidrey le 10 octobre 1872. Elle est prolongée jusqu'au lieu-dit de la Caserne en 1876. 
Par deux conventions entre le ministre des Travaux publics et la Compagnie du chemin de fer de Vitré à Fougères et prolongements signée les 11 juin 1881 et 2 mai 1882, l'État rachète le réseau de la compagnie. Ces conventions sont approuvées par une loi le 10 juillet 1882. Par une convention signée le 18 décembre suivant, le ministre des Travaux publics confie provisoirement l'exploitation de la ligne à la Compagnie des chemins de fer de l'Ouest. Cette convention est approuvée par un décret le 23 décembre 1882. 
La ligne est cédée par l'État à la Compagnie des chemins de fer de l'Ouest par une convention signée entre le ministre des Travaux publics et la compagnie le 17 juillet 1883. Cette convention est approuvée par une loi le 20 novembre suivant. 
Son exploitation cesse en 1886. La ligne est déclassée entre la traversée de la route nationale 176 et la mer par une loi le 1er avril 1897. Le déclassement de la section entre Pontorson et la route nationale 176 est approuvé par un décret le 20 septembre 1905.

### Création du tramway
Pour faciliter aux pèlerins et touristes l'accès à l'abbaye du Mont-Saint-Michel, le conseil général de la Manche décide de faire construire une voie ferrée d'intérêt local entre la commune du Mont-Saint-Michel et la gare de Pontorson. L'acte de rétrocession est signé entre le préfet et MM. Baër et Beldant. Les deux entrepreneurs fondent la Compagnie des tramways normands chargée de construire et d'exploiter la ligne de Pontorson au Mont-Saint-Michel, ainsi que la ligne Avranches - Saint-James. Le concessionnaire s'engage à faire rouler sur la ligne du Mont cinq trains quotidiens pendant la saison (du 1er juin au 1er octobre) et trois trains le reste de l'année. Déclarée d'utilité publique en 1899, la ligne est bénie le 8 septembre 1901 par le supérieur des pères de Saint-Edme. 
La ligne connaît alors un bon succès avec cinq à six trains en haute saison, hors circulations spéciales (pèlerinages). Malgré les carences lors de la Première Guerre mondiale, le  trafic n'est suspendu que pendant un an durant cette période. Quelques trains de marchandises circulent, principalement pour alimenter le Mont en charbon. 

### Dernières années et fermeture
En 1926, la Compagnie des tramways normands fait place à la compagnie des chemins de fer normands. La concurrence routière des autocaristes et des voitures devient très forte dans les années 1930, l'exploitant mettant également en service des navettes par autocar. La ligne devient déficitaire, en raison aussi du déséquilibre entre le bilan estival et celui de la saison d'hiver. L'été 1938 voit la circulation d'une liaison directe entre Granville et le Mont par automotrice, ainsi que l'utilisation de voitures à bogies, deux tentatives restées sans suite. 
Le conseil général de la Manche ferme la ligne en 1938, mais les trains circulent épisodiquement jusqu’au début de la Seconde Guerre mondiale. La voie est définitivement déferrée par les forces d'occupation en 1944. À la Libération, existe un vague projet de remettre en service la ligne touristique mais il ne voit jamais le jour.

## Infrastructure

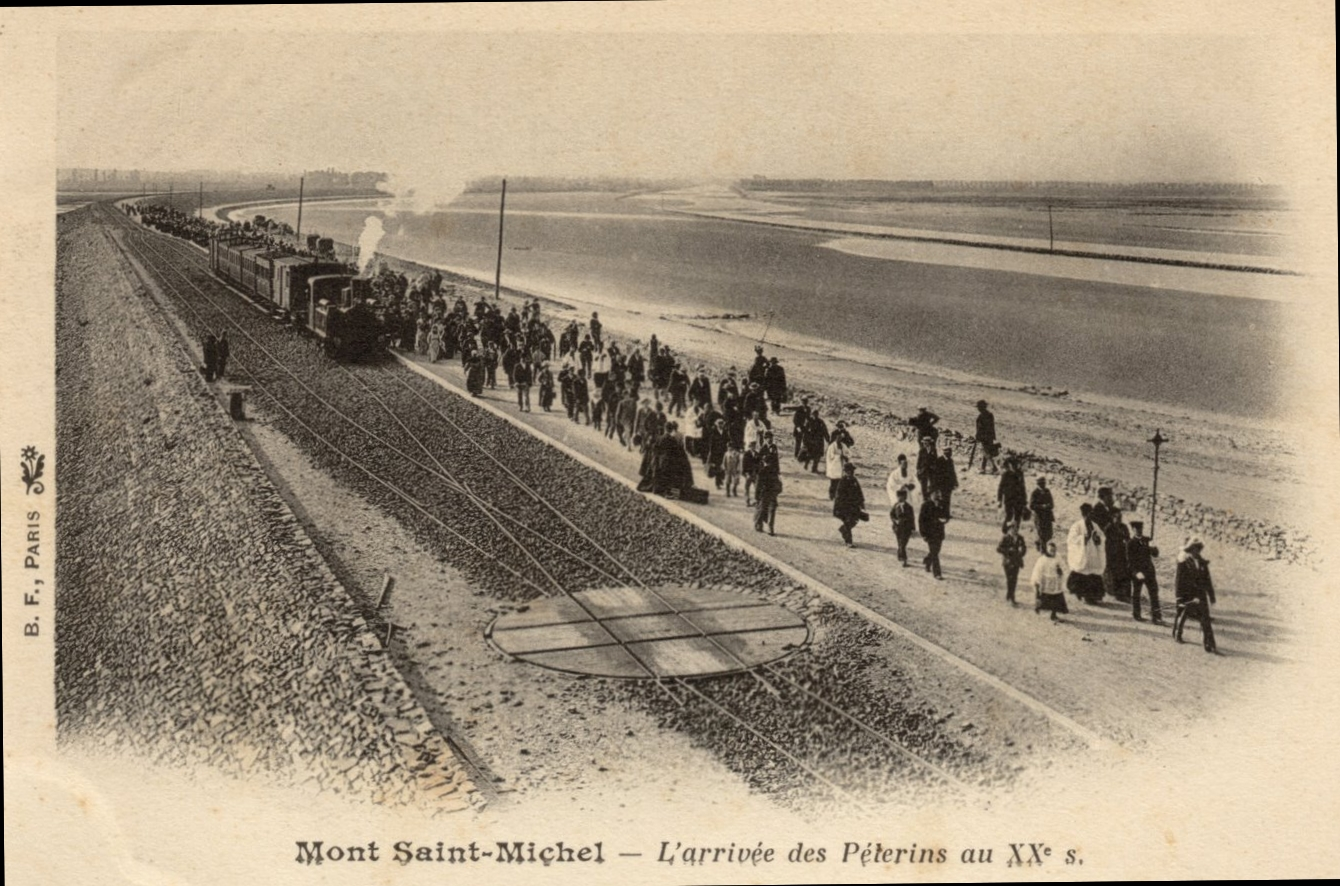
Arrivée de pèlerins, vue sur la plaque tournante destinée à retourner les machines.

En gare de Pontorson, le tramway dispose d'une voie à quai. La section entre Pontorson et Moidrey reprend le tracé de la première ligne ouverte en 1872 : empruntant la ligne de Vitré à Fougères pendant un temps, le tramway passait ensuite sous la ligne de Lison à Lamballe en laissant sur sa droite la gare de Pontorson construite par la compagnie de Vitré à Fougères. Celle-ci, déclassée, est réutilisée comme dépôt et d'ateliers pour le tramway. La courbe, à cet endroit était serrée (150 mètres de rayon en rampe) et contraignait la longueur des convois. 
Passant la halte de Pontorson-ville, la ligne atteint ensuite Moidrey, puis la station de Beauvoir, puis la Caserne. Entre la Caserne et le Mont, l'établissement de la voie nécessite l’élargissement de la digue de 2 km construite en 1878-1879. 
Le terminus au Mont-Saint-Michel est placé au pied de la tour de l'Arcade. Il comporte une voie à quai côté ouest de la digue et une voie d'évitement côté est. Une plaque tournante est également établie côté tour afin de permettre le retournement des locomotives, un tiroir la prolonge. Afin de ne pas altérer la vue sur le Mont, la compagnie ne construit pas de bâtiment voyageurs et ses services prennent place dans un fourgon à bagages stationné sur le tiroir,.

## Matériel roulant
Le parc matériel d'origine comportait :

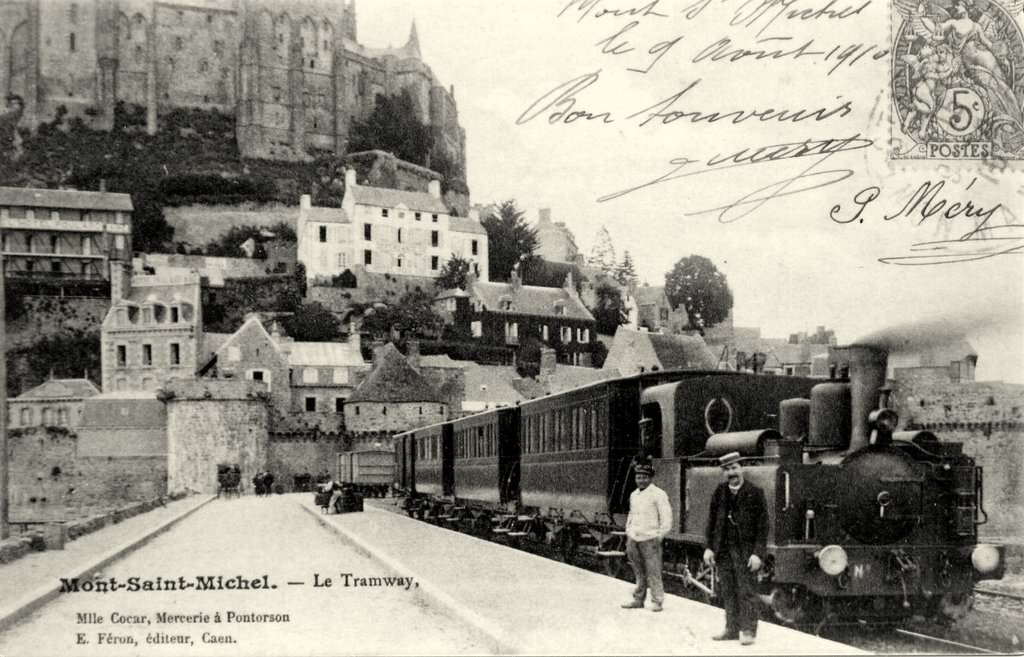
Machine et matériel de la ligne, vers 1910.

- deux locomotives à vapeur de type 030 T construites par Corpet-Louvet ;
- cinq voitures à deux essieux et plateformes aux extrémités, réparties comme il suit  une voiture de première classe, une voiture mixte première et deuxième classe et trois voitures de troisième classe. Ces voitures portent la mention « Mont-Saint-Michel » sur les frises ;
- un fourgon à bagages à deux essieux ;
- deux wagons couverts et quatre wagons plats.

Une 030 T Schneider, analogue à celle encore en service de nos jours sur le Train des Mouettes (Saujoun - La Tremblade - 17) provenant de la ligne de Valognes à Saint-Vaast-la-Hougue (compagnie de chemins de fer départementaux — CFD, réseau de la Manche) fut également utilisée.

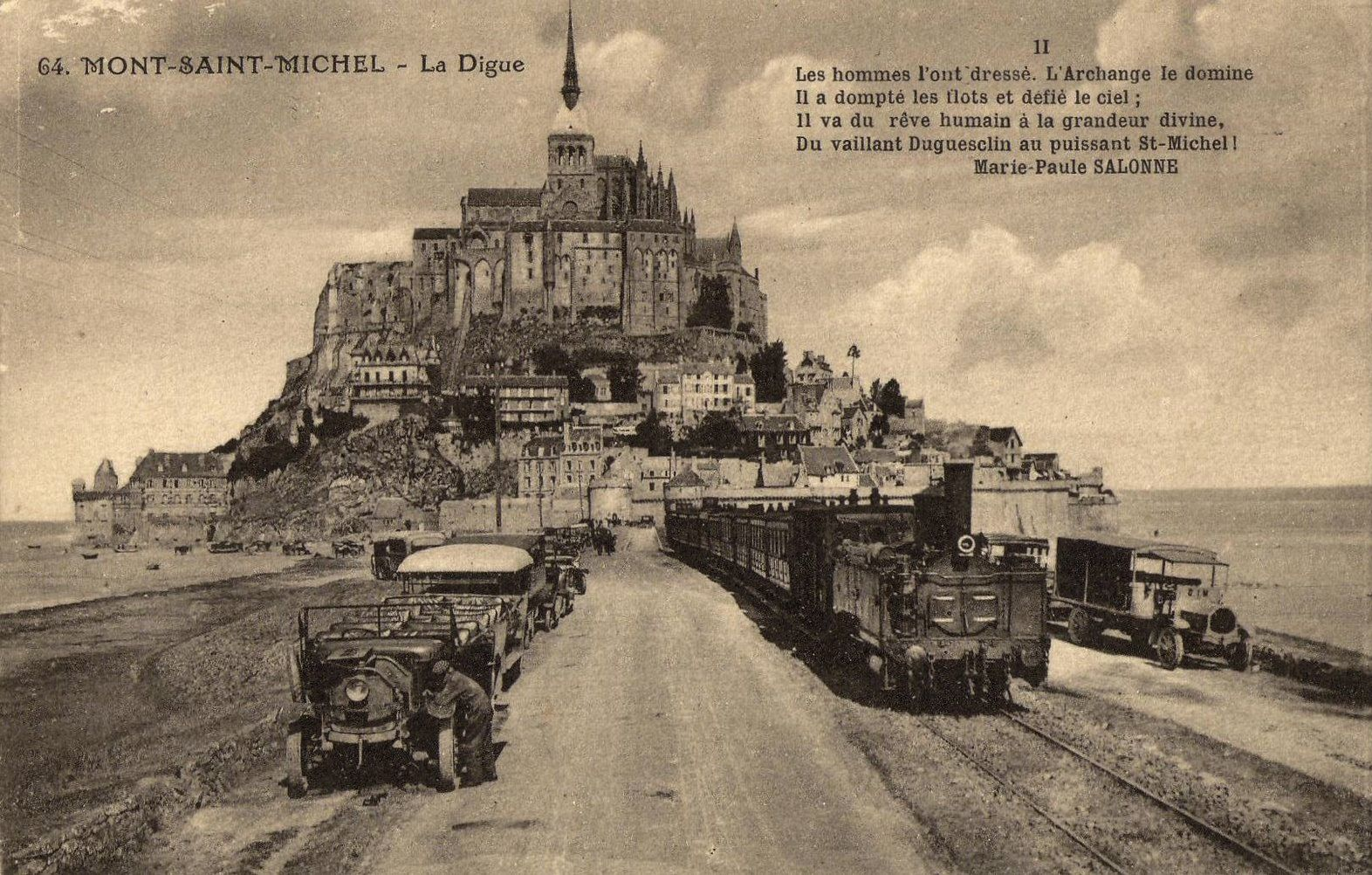
Rame composée d'une locomotive (type 120T série 1 à 150) et de voitures des Chemins de fer de l'Ouest.

La compagnie de l'Ouest fournissait également du matériel de renfort : des locomotives (types 030 T et 120 T) et des voitures à deux essieux et portières latérales.
Deux automotrices des CFD, réseau de la Manche, sont également utilisées sur le réseau : 
- la SCF-1, à deux essieux et 1 seul poste de conduite fut construite par Verney au Mans en 1934 ; Elle fut baptisée "Francine" par les cheminots Manchois et fut également utilisée sur le réseau du Val de Saire entre Cherbourg et Barfleur.
- la SCF-2, construite par Verney en 1935, prototype d'une série d'automotrices livrées à la compagnie de l'Est. Numérotée par la suite SC-1001, elle fut suivie en construction par 4 autres automotrices du même type, numérotées SC 1002 à 1005 directement affectées au Val de Saire (Chemins de Fer Normands, succédant par fusion en 1928 aux CFD-Manche (Valognes-Barfleur) et à aux Chemins de Fer de la Manche -Cherbourg - Barfleur). La SC-1001 fut mutée à la fermeture de la ligne du Mont sur le Réseau du Val de Saire à St-Vaast-La Hougue, jusqu'à la fin de ce dernier en 1950. Après la fermeture du Réseau des Chemins de Fer Normands, les 5 automotrices Verney furent vendues au Réseau des Chemins de Fer de l'Hérault, dépôt de Montpellier-Chaptal, où elles assurèrent essentiellement leur service sur la ligne Montpellier - Palavas-Les-Flots.

## Projets de réouverture
Dans le cadre de restauration du caractère maritime de l'île du Mont-Saint-Michel, la possibilité d'une liaison ferroviaire est remise en avant. Cependant, dans un rapport, le Conseil général des ponts et chaussées détaille les options possibles, en omettant la liaison ferroviaire établie entre 1901 et 1938. C'est finalement un système de navettes routières qui est mis en place.